# 陈忠伟
陈忠伟（1969年6月—），广东潮州人，徐州师范学院中文系毕业，中国政治人物，中国共产党员，曾经任江苏省应急管理厅厅长、江苏煤矿安全监察局局长、宿迁市市长、中共宿迁市委书记。现任江苏省人民政府副省长。